# تئو زیدان
تئو زیدان فرناندز، (به فرانسوی: Théo Zidane Fernández؛ زادهٔ ۲۰۰۲)، یک بازیکن فوتبال اهل فرانسه است که در پست هافبک برای باشگاه فوتبال کوردوبا بازی می‌کند.

## زندگی شخصی
تئو زیدان در ۱۸ مه ۲۰۰۲، در مارسی به دنیا آمد. او سومین پسر زین الدین زیدان، هافبک سابق رئال مادرید و فرانسه است و ۳ برادر به نام‌های انزو، لوکا و الیاس دارد که همگی فوتبالیست‌های حرفه‌ای هستند.

## حرفه باشگاهی
تئو زیدان محصول جوانان کانییاس است و در سال ۲۰۱۰ به آکادمی جوانان رئال مادرید نقل مکان کرد. او بازی با رئال مادرید کاستیا را در سپتامبر ۲۰۲۰ آغاز کرد و تمرینات خود را با تیم اصلی رئال مادرید در فوریه ۲۰۲۱، زمانی که پدرش سرمربی این باشگاه بود، آغاز کرد.

## حرفه ملی
تئو زیدان یک ملی پوش جوان برای فرانسه است، که نماینده تیم‌های زیر ۱۶، زیر ۱۷ و زیر ۲۰ سال فرانسه است. او نماینده  تیم ملی زیر ۱۷ سال فرانسه در مسابقات جام ملت‌های اروپا زیر ۱۷ سال ۲۰۱۹ بود.

## سبک بازی
تئو زیدان هافبکی مانند پدرش زین الدین زیدان است و توسط وب سایت رئال مادرید به عنوان یک تمام کننده، گلزن و معروف به سرعت در محوطه جریمه توصیف شد.

## آمار حرفه

### باشگاه
بروز شده تا تاریخ ۳۱ مارس ۲۰۲۴
| باشگاه             | فصل             | لیگ                | لیگ        | لیگ        | دیگر       | دیگر       | مجموع      | مجموع      |
| باشگاه             | فصل             | دسته               | تعداد بازی | تعداد گل‌ها | تعداد بازی | تعداد گل‌ها | تعداد بازی | تعداد گل‌ها |
| ------------------ | --------------- | ------------------ | ---------- | ---------- | ---------- | ---------- | ---------- | ---------- |
| رئال مادرید کاستیا | ۲۰۲۰–۲۱         | سگوندا دیویسیون بی | ۳          | ۰          | ۰          | ۰          | ۳          | ۰          |
| رئال مادرید کاستیا | ۲۰۲۱–۲۲         | پریمرا فدراسیون    | ۲۲         | ۰          | —          | —          | ۲۲         | ۰          |
| رئال مادرید کاستیا | ۲۰۲۲–۲۳         | پریمرا فدراسیون    | ۳۱         | ۱          | ۱          | ۰          | ۳۲         | ۱          |
| رئال مادرید کاستیا | ۲۰۲۳–۲۴ ۲۰۲۳–۲۴ | پریمرا فدراسیون    | ۲۹         | ۲          | ۰          | ۰          | ۲۹         | ۲          |
| مجموع حرفه         | مجموع حرفه      | مجموع حرفه         | ۸۵         | ۳          | ۱          | ۰          | ۸۶         | ۳          |

## افتخارات
جوانان رئال مادرید
- لیگ جوانان یوفا: ۲۰۱۹–۲۰[۹]